# クリスティアン・ロホ
クリスティアン・オクタフィアヌス・ロホ（Christian Oktavianus Loho、1986年10月2日 - ）はインドネシア・北スラウェシ州マナド出身のモデルである。
"クリスティアン"のファーストネームが示す通り、イスラム教徒が大多数を占めるインドネシアにおいてはマイノリティのキリスト教徒(カトリック)である。

## 経歴
ロホは2011年開催の〔L-Men of The Year〕にてファイナリストのトップ6となり、最優秀演技賞を獲得して自身のキャリアをスタートさせた。
俳優業にも進出し、2013年にはインドネシア初の特撮ヒーローTV番組『ガルーダの戦士ビマ』ではスーパーヒーロー"ガルーダの戦士ビマ"に変身する主役のレイ・ブラマサクティを演じている。なお、この作品には前出の〔L-Men of The Year 2011〕で優勝したライハン・フェビリアン(Rayhan Febrian)と、J-POPをコンセプトにしたアイドルグループ〔JKT48〕のメンバーであるステラ・コルネリア(Stella Cornelia)がそれぞれ主人公の義兄妹役で出演しており、ゲストに迎えた日本のミュージシャンGACKTとも共演を果たした。

## 出演

### TV
- ガルーダの戦士ビマ / Satria Garuda Bima (2013年)
- ガルーダの戦士ビマX / Satria Garuda Bima-X (2014年)
- ミスター・ミキ & ミス・ミニ / Mr. Miki & Miss Mini (2013年)
- クゲンドン・イブ / Kugendong Ibu (2012年)
- ジョムブロワティ / Jomblowati (2012年)
- ロゥリィ・ラヴ - ゾディアック・チンタ / Lolly Love - Zodiac Cinta (2012年)
- ロゥリィ・ラヴ - デッドライン・チンタ / Lolly Love - Deadline Cinta (2012年)
- ウスタッド・フォトコピー / Ustad Fotocopy (2012年)
- セパル・アク / Separuh Aku (2012年)
- プティ・アブ＝アブ / Putih Abu-Abu (2012年)

### 映画
- ジェリタン・ダナウ・テルララン / Jeritan Danau Terlarang (2013年)

### ヴィデオ・クリップ
- "カウ・ダン・アク・サトゥ" - キーナン・ナスティオン / Kau dan Aku Satu - Keenan Nasution (2013年)
- "ヴィシュヌ" - ラヴ・ライク・ザット / Wisnu - Love Like That (2012年)

### TV CM
- スズキ - "ニュー・サトリア F-150" / Suzuki New Satria F-150 (2013年)
- ファティゴン - "ハイドロ" / Fatigon Hydro (2012年)
- プロモーション – "マハカルヤ23周年記念祭 RCTI" / Promo HUT Mahakarya RCTI (2012年)
- テルコムセル - "iPhone 5" / Telkomsel iPhone 5 (2012年)
- ヤマハ - "ソウル GT" / Yamaha Soul GT (2012年)
- PSA - "林業省" / PSA Kementerian Kehutanan (2012年)
- プロモーション - "東南アジア競技大会 2011" / Promo Sea Games 2011 (2011年)

## 参照
1. ↑  Loho, Christian. “Christian Loho”.   L-Men Talent Management. 2013年10月19日閲覧。
2. ↑  Kenal, Torang (2011年4月10日). “Christian Oktavianus Loho, Siapkan Fisik dan Mental”.   Tribun Manado. 2013年10月19日閲覧。
3. ↑  Oktavianingsih, Tika (2013年5月8日). “RCTI :: Press Release - BIMA Satria Garuda”.   Rcti.tv. 2013年10月19日閲覧。
4. ↑  Loho, Christian (2013年9月25日). “ChrisLoho Twitter”.   Twitter.com. 2013年10月19日閲覧。